# Bedias (Texas)
Bedias es una ciudad ubicada en el condado de Grimes en el estado estadounidense de Texas. En el Censo de 2010 tenía una población de 443 habitantes y una densidad poblacional de 153,13 personas por km².

## Geografía
Bedias se encuentra ubicada en las coordenadas 30°46′54″N 95°56′41″O / 30.78167, -95.94472. Según la Oficina del Censo de los Estados Unidos, Bedias tiene una superficie total de 2.89 km², de la cual 2.87 km² corresponden a tierra firme y (0.9%) 0.03 km² es agua.

## Demografía
Según el censo de 2010, había 443 personas residiendo en Bedias. La densidad de población era de 153,13 hab./km². De los 443 habitantes, Bedias estaba compuesto por el 77.2% blancos, el 13.32% eran afroamericanos, el 0.9% eran amerindios, el 0.23% eran asiáticos, el 0% eran isleños del Pacífico, el 4.51% eran de otras razas y el 3.84% pertenecían a dos o más razas. Del total de la población el 10.61% eran hispanos o latinos de cualquier raza.